# Генріх Зюдель
Генріх Зюдель (нім. Heinrich Südel; 23 квітня 1920, Зюдерфаренштедт — 12 серпня 2011, Ресрат) — німецький офіцер, оберлейтенант люфтваффе. Кавалер Лицарського хреста Залізного хреста.

## Нагороди
- Почесний знак Гітлер'югенду
- Медаль «У пам'ять 1 жовтня 1938» (25 жовтня 1939)
- Залізний хрест
  - 2-го класу (26 травня 1940)
  - 1-го класу (12 вересня 1940)
- Нагрудний знак бортового стрільця (1 липня 1940)
- Авіаційна планка бомбардувальника
  - в сріблі (13 квітня 1941) — як фельдфебель 9-ї ескадрильї 3-ї групи 55-ї бомбардувальної ескадри «Грайф».
  - в золоті (16 червня 1941) — як фельдфебель 8-ї ескадрильї 3-ї групи 55-ї бомбардувальної ескадри «Грайф».
  - в золоті із планкою
- Почесний Кубок Люфтваффе (18 березня 1942)
- Німецький хрест в золоті (25 вересня 1942) — як фельдфебель 8-ї ескадрильї 3-ї групи 55-ї бомбардувальної ескадри «Грайф».
- Нагрудний знак спостерігача (30 серпня 1943)
- Лицарський хрест Залізного хреста (7 квітня 1945) — як обер-лейтенант і спостерігач 1-ї ескадрильї 1-ї групи 55-ї бомбардувальної ескадри «Грайф».